# Ceropsylla fulvida
Ceropsylla fulvida är en insektsart som beskrevs av Mathur 1975. Ceropsylla fulvida ingår i släktet Ceropsylla och familjen spetsbladloppor. Inga underarter finns listade i Catalogue of Life.